# Hyporhagus oberthuri
Hyporhagus oberthuri es una especie de coleóptero de la familia Monommatidae.

## Distribución geográfica
Habita en el Amazonas.